# Pat O'Callaghan
Patrick O'Callaghan, detto Pat (Kanturk, 15 settembre 1905 – Clonmel, 1º dicembre 1991), è stato un martellista irlandese.

## Biografia
Figlio di Paddy O'Callaghan e Jane Healy, studiò al Patrician Academy a Mallow ed in seguito medicina al Royal College of Surgeons a Dublino.
Ai Giochi della IX Olimpiade vinse l'oro nel lancio del martello superando lo svedese Ossian Skiöld (medaglia d'argento) e lo statunitense Edmund Black.

## Palmarès
| Anno | Manifestazione  | Sede        | Evento              | Risultato | Misura  | Note |
| ---- | --------------- | ----------- | ------------------- | --------- | ------- | ---- |
| 1928 | Giochi olimpici | Amsterdam   | lancio del martello | Oro       | 51,39 m |      |
| 1932 | Giochi olimpici | Los Angeles | lancio del martello | Oro       | 53,92 m |      |